# Wahlkreis Saalfeld-Rudolstadt II
Der Wahlkreis Saalfeld-Rudolstadt II (Wahlkreis 29) ist ein Landtagswahlkreis in Thüringen.
Er umfasst vom Landkreis Saalfeld-Rudolstadt die Gemeinden Altenbeuthen, Drognitz, Gräfenthal, Hohenwarte, Kaulsdorf, Lehesten, Leutenberg, Probstzella, Saalfeld/Saale (ohne den Ortsteil Wittgendorf) und Unterwellenborn und vom Landkreis Sonneberg die Ortsteile Lichte und Piesau der Gemeinde Neuhaus am Rennweg. Bei der Landtagswahl 1994 hieß der Wahlkreis noch Schwarzakreis II.

## Landtagswahl 2024
Zur Landtagswahl in Thüringen am 1. September 2024 treten folgenden Direktkandidaten an:
| Gegenstand der Nachweisung | Gegenstand der Nachweisung | Erst- stimmen | Erst- stimmen | Zweit- stimmen | Zweit- stimmen |
| Bewerber                   | Partei                     | Anzahl        | %             | Anzahl         | %              |
| -------------------------- | -------------------------- | ------------- | ------------- | -------------- | -------------- |
| Wahlberechtigte            | Wahlberechtigte            | 39.934        | 39.934        | 39.934         | 39.934         |
| Wähler                     | Wähler                     | 29.428        | 29.428        | 29.428         | 73,7           |
| Ungültige Stimmen          | Ungültige Stimmen          | 586           | 2,0           | 274            | 0,9            |
| Gültige Stimmen            | Gültige Stimmen            | 28.842        | 98,0          | 29.154         | 99,1           |
| davon                      |                            |               |               |                |                |
| Katharina König-Preuss     | DIE LINKE                  | 2.956         | 10,2          | 3.199          | 11,0           |
| Denis Häußer               | AfD                        | 11.136        | 38,6          | 10.684         | 36,6           |
| Maik Kowalleck             | CDU                        | 10.398        | 36,1          | 6.246          | 21,4           |
| Steffen Lutz               | SPD                        | 2.007         | 7,0           | 1.447          | 5,0            |
| Frank Bock                 | GRÜNE                      | 355           | 1,2           | 494            | 1,7            |
| André-René Kube            | FDP                        | 422           | 1,5           | 345            | 1,2            |
|                            | TIERSCHUTZ hier!           |               |               | 318            | 1,1            |
|                            | ÖDP / Familie ..           | 40            | 0,1           |                |                |
|                            | PIRATEN                    | 95            | 0,3           |                |                |
|                            | MLPD                       | 40            | 0,1           |                |                |
|                            | BÜNDNIS DEUTSCHLAND        | 117           | 0,4           |                |                |
|                            | BSW                        | 5.134         | 17,6          |                |                |
|                            | FAMILIE                    | 163           | 0,6           |                |                |
|                            | FREIE WÄHLER               | 219           | 0,8           |                |                |
| Steffen Teichmann          | WU                         | 1.568         | 5,4           | 613            | 2,1            |

## Landtagswahl 2019
Die Landtagswahl fand am 27. Oktober 2019 statt.
| Direktkandidat         | Partei                      | Wahlkreisstimmen in % | Landesstimmen in % |
| ---------------------- | --------------------------- | --------------------- | ------------------ |
| Maik Kowalleck         | CDU                         | 30,6                  | 21,8               |
| Katharina König-Preuss | DIE LINKE                   | 20,9                  | 29,2               |
| Robert Geheeb          | SPD                         | 9,6                   | 7,3                |
| Michael Kaufmann       | AfD                         | 29,2                  | 27,8               |
| Olaf Müller            | GRÜNE                       | 3,7                   | 3,2                |
| –                      | NPD                         | –                     | 0,6                |
| Alexander Litvinenko   | FDP                         | 3,5                   | 5,2                |
| –                      | PIRATEN                     | –                     | 0,3                |
| –                      | Die PARTEI                  | –                     | 1,1                |
| –                      | KPD                         | –                     | 0,1                |
| –                      | TIERSCHUTZ hier!            | –                     | 1,2                |
| –                      | BGE                         | –                     | 0,2                |
| –                      | DIE DIREKTE!                | –                     | 0,2                |
| –                      | Blaue #Team Petry Thüringen | –                     | 0,1                |
| –                      | Graue Panther               | –                     | 0,5                |
| Gerhard Pfisterer      | MLPD                        | 0,5                   | 0,4                |
| –                      | ÖDP                         | –                     | 0,4                |
| –                      | Gesundheitsforschung        | –                     | 0,6                |
| Roland Beyer           | FREIE WÄHLER                | 1,9                   | –                  |

## Landtagswahl 2014
Die Landtagswahl in Thüringen 2014 erbrachte folgendes Wahlkreisergebnis:
| Name                              | Partei    | Anteil der Erststimmen |
| --------------------------------- | --------- | ---------------------- |
| Maik Kowalleck                    | CDU       | 41,3 %                 |
| Katharina König-Preuss            | Die Linke | 28,7 %                 |
| Julienne Trempert                 | SPD       | 13,6 %                 |
| Sebastian Heuchel                 | GRÜNE     | 6,6 %                  |
| Patrick Trautsch                  | NPD       | 6,0 %                  |
| Eckhard Linke                     | FDP       | 3,7 %                  |
| Wahlberechtigte: 46.609 Einwohner |           |                        |
| Wahlbeteiligung: 49,4 %           |           |                        |

## Landtagswahl 2009
Bei der Landtagswahl in Thüringen 2009 traten folgende Kandidaten an:
| Name                              | Partei    | Anteil der Erststimmen |
| --------------------------------- | --------- | ---------------------- |
| Maik Kowalleck                    | CDU       | 29,3 %                 |
| Roland Hahnemann                  | Die Linke | 28,2 %                 |
| Christoph Majewski                | SPD       | 21,7 %                 |
| Sebastian Heuchel                 | GRÜNE     | 5,6 %                  |
| Eckhard Linke                     | FDP       | 8,6 %                  |
| Patrick Trautsch                  | NPD       | 6,6 %                  |
| Wahlberechtigte: 50.058 Einwohner |           |                        |
| Wahlbeteiligung: 53,7 %           |           |                        |

## Landtagswahl 2004
Bei der Landtagswahl in Thüringen 2004 traten folgende Kandidaten an:
| Name                              | Partei | Anteil der Erststimmen |
| --------------------------------- | ------ | ---------------------- |
| Harald Stauch                     | CDU    | 41,8 %                 |
| Roland Hahnemann                  | PDS    | 29,9 %                 |
| Marko Wolfram                     | SPD    | 22,1 %                 |
| Eckhard Linke                     | FDP    | 6,2 %                  |
| Wahlberechtigte: 51.722 Einwohner |        |                        |
| Wahlbeteiligung: 51,0 %           |        |                        |

## Landtagswahl 1999
Bei der Landtagswahl in Thüringen 1999 traten folgende Kandidaten an:
| Name                              | Partei | Anteil der Erststimmen |
| --------------------------------- | ------ | ---------------------- |
| Harald Stauch                     | CDU    | 48,8 %                 |
| Frieder Lippmann                  | SPD    | 22,8 %                 |
| Roland Hahnemann                  | PDS    | 22,2 %                 |
| Jens Billig                       | GRÜNE  | 2,0 %                  |
| Roland Büschel                    | REP    | 2,8 %                  |
| Kay Rösler                        | FDP    | 1,5 %                  |
| Wahlberechtigte: 52.686 Einwohner |        |                        |
| Wahlbeteiligung: 59,3 %           |        |                        |

## Bisherige Abgeordnete
Direkt gewählte Abgeordnete des Wahlkreises Saalfeld-Rudolstadt II waren:
| Jahr | Name           | Partei | Anteil der Erststimmen |
| ---- | -------------- | ------ | ---------------------- |
| 2019 | Maik Kowalleck | CDU    | 30,6 %                 |
| 2014 | Maik Kowalleck | CDU    | 41,3 %                 |
| 2009 | Maik Kowalleck | CDU    | 29,3 %                 |
| 2004 | Harald Stauch  | CDU    | 41,8 %                 |
| 1999 | Harald Stauch  | CDU    | 48,8 %                 |
| 1994 | Harald Stauch  | CDU    | 39,0 %                 |